# Joris Correa
Joris Correa (Drancy, 25 dicembre 1993) è un calciatore francese, attaccante del Gokulam Kerala.

## Carriera
Cresciuto nel settore giovanile del Bastia, esordisce in prima squadra il 22 marzo 2014, disputando l'incontro di Ligue 1 vinto per 2-0 contro lo Stade Reims.

## Statistiche

### Presenze e reti nei club
Statistiche aggiornate al 25 ottobre 2023.
| Stagione        | Squadra                 | Campionato      | Campionato | Campionato | Coppe nazionali | Coppe nazionali | Coppe nazionali | Coppe continentali | Coppe continentali | Coppe continentali | Altre coppe | Altre coppe | Altre coppe | Totale | Totale |
| Stagione        | Squadra                 | Comp            | Pres       | Reti       | Comp            | Pres            | Reti            | Comp               | Pres               | Reti               | Comp        | Pres        | Reti        | Pres   | Reti   |
| --------------- | ----------------------- | --------------- | ---------- | ---------- | --------------- | --------------- | --------------- | ------------------ | ------------------ | ------------------ | ----------- | ----------- | ----------- | ------ | ------ |
| 2012-2013       | Bastia 2                | CFA2            | 25         | 10         |                 | -               | -               |                    | -                  | -                  |             | -           | -           | 25     | 10     |
| 2013-2014       | Bastia 2                | CFA2            | 24         | 8          |                 | -               | -               |                    | -                  | -                  |             | -           | -           | 24     | 8      |
| Totale Bastia 2 | Totale Bastia 2         | Totale Bastia 2 | 49         | 18         |                 | -               | -               |                    | -                  | -                  |             | -           | -           | 49     | 18     |
| mar. 2014       | Bastia                  | L1              | 1          | 0          | CF+CdL          | -               | -               |                    | -                  | -                  |             | -           | -           | 1      | 0      |
| 2014-2015       | Paris FC 2              | CFA2            | 20         | 10         |                 | -               | -               |                    | -                  | -                  |             | -           | -           | 20     | 10     |
| 2015-2016       | Sedan                   | N               | 15         | 0          | CF              | 1               | 1               |                    | -                  | -                  |             | -           | -           | 16     | 1      |
| 2016-2017       | Olympique Grande-Synthe | CFA2            | 14         | 6          |                 | -               | -               |                    | -                  | -                  |             | -           | -           | 14     | 6      |
| 2017-2018       | Sainte-Geneviève        | N2              | 30         | 13         |                 | -               | -               |                    | -                  | -                  |             | -           | -           | 30     | 13     |
| 2018-2019       | Chambly                 | N               | 33         | 13         | CF              | 0               | 0               |                    | -                  | -                  |             | -           | -           | 33     | 13     |
| 2019-gen. 2020  | Orléans                 | L2              | 10         | 0          | CF+CdL          | 1+2             | 1+0             |                    | -                  | -                  |             | -           | -           | 13     | 1      |
| gen.-giu. 2020  | Chambly                 | L2              | 7          | 3          | CF+CdL          | 1+0             | 0               |                    | -                  | -                  |             | -           | -           | 8      | 3      |
| 2020-2021       | Chambly                 | L2              | 36         | 9          | CF              | 0               | 0               |                    | -                  | -                  |             | -           | -           | 36     | 9      |
| Totale Chambly  | Totale Chambly          | Totale Chambly  | 43         | 12         |                 | 1               | 0               |                    | -                  | -                  |             | -           | -           | 44     | 13     |
| 2021-2022       | Grenoble                | L2              | 25         | 2          | CF              | -               | -               |                    | -                  | -                  |             | -           | -           | 25     | 2      |
| 2021-2022       | Grenoble                | L2              | 26         | 3          | CF              | 5               | 0               |                    | -                  | -                  |             | -           | -           | 31     | 3      |
| Totale Grenoble | Totale Grenoble         | Totale Grenoble | 51         | 5          |                 | 5               | 0               |                    | -                  | -                  |             | -           | -           | 56     | 5      |
| Totale carriera | Totale carriera         | Totale carriera | 266        | 77         |                 | 10              | 2               |                    | -                  | -                  |             | -           | -           | 276    | 79     |